# (100734) Annasvídnická
(100734) Annasvídnická est un astéroïde de la ceinture principale.

## Description
(100734) Annasvídnická est un astéroïde de la ceinture principale. Il fut découvert le 18 février 1998 à l'Observatoire Kleť par Miloš Tichý. Il présente une orbite caractérisée par un demi-grand axe de 3,10 UA, une excentricité de 0,17 et une inclinaison de 2,3° par rapport à l'écliptique.
Il est nommé d'après Anne de Schweidnitz.